# Karol Podczaszyński

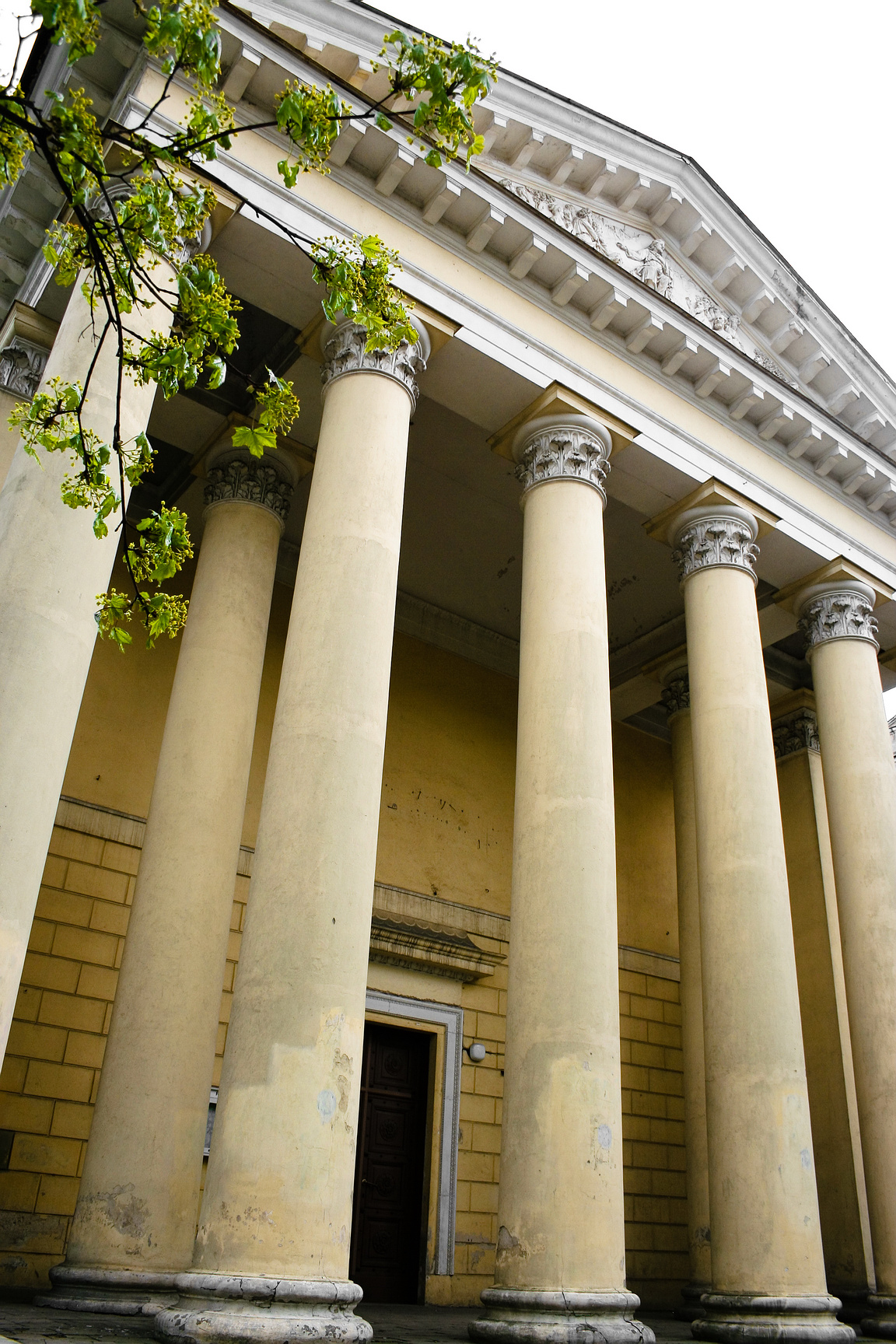
Kościół ewangelicko-reformowany

Karol Podczaszyński (ur. 7 listopada 1790 w Żyrmunach, zm. 19 kwietnia 1860 w Wilnie) – polski architekt, przedstawiciel klasycyzmu, profesor Uniwersytetu Wileńskiego; syn Jana, ojciec Bolesława, stryj Michała.

## Życiorys
Uczył się w Liceum Krzemienieckim, a następnie studiował na Cesarskim Uniwersytecie Wileńskim. W latach 1814–1816 odbył dwuletnią podróż studyjną do Petersburga. Był pierwszym Polakiem studiującym architekturę w Cesarskiej Akademii Sztuk Pięknych w Petersburgu. W latach 1817–1819 odbył kolejną podróż studyjną, tym razem na zachód Europy, podczas której odwiedził Królewiec, Gdańsk, Berlin, Paryż, Rzym, Neapol, Wenecję, Wiedeń i Kraków. Po powrocie do Wilna wykładał na uniwersytecie, gdzie był profesorem architektury, oraz zajmował się projektowaniem i budownictwem:
- przebudowa wnętrza Uniwersytetu Wileńskiego (1827–1828)
- wzbudzająca liczne kontrowersje (usunięto wyposażenie barokowe) przebudowa kościoła św. Janów w Wilnie (1827–1828)
- budowa kościoła ewangelicko-reformowanego w Wilnie (1829–1835)
- budowa, związanego z Juliuszem Słowackim, pałacu w Jaszunach (1824–1828, odrestaurowanego w 1980 przez M. Butavitiene)
- odbudowa kościoła św. Bartłomieja w Wilnie
- przebudowa ratusza w Kownie (1838)[2]

W 1823 r. brał udział jako pełnomocnik uniwersytecki w aresztowaniach filomatów i filaretów. 28 kwietnia 1828 r. został „za szczególną gorliwość w służbie zaborcy zaszczycony monarszym zadowoleniem” cara Rosji.
Karol Podczaszyński został pochowany na cmentarzu Na Rossie.

## Dzieła
- Nomenklatura architektoniczna czyli Słownik powodowany cieśliczych wyrazów, 1843,
- Nomenklatura architektoniczna, czyli Słowomiennik cieśliczych polskich wyrazów (wyd. drugie), 1854,
- O piękności w robotach przemysłu, 1821,
- Początki architektury dla użytku młodzi akademickiéy, część pierwsza: 1828, część druga: 1829, część trzecia (Składnia budowli ogólna): 1856,
- Uwagi nad trybem właściwym wykładania architektury po szkołach głównych, 1822,
- Zastosowanie ogólnych zasad doskonałości w tworach przemysłu do obrazów i posągów, tudzież do urządzenia ogrodów rozkosznych, czyli ogrojców, 1838.